# Адріан Углицький
Святий Адріан Углицький (пом. після 1504, Углич, Ярославська область, Росія) — ієромонах, учень та келійник преподобного Паїсія Углицького, який в Угличі, що на Городищі заснував разом з ним Миколаївський Гріхозаручний монастир (рос. Никольский Грехозаручный монастырь) у 1489 році і став його першим ігуменом. Пам'ять в Православній церкві 26 серпня (8 вересня).